# テビタ・タタフ
テビタ・タタフ (Tevita Tatafu、1996年1月2日 - ) は、日本代表キャップ17を持つラグビーユニオン選手。2025-26シーズンから、ジャパンラグビーリーグワンの東京サントリーサンゴリアスに所属。

## 来歴
アメリカ領サモア出身。10歳からラグビーを始めた。目黒学院高校時代、高校日本代表に選ばれたことがある。
2015年、東海大学に進学。U20日本代表に選出された。
2016年4月30日に行われた2016年アジアラグビーチャンピオンシップ第1戦韓国戦で先発出場で日本代表初キャップを獲得した。
2019年、サントリーサンゴリアスに加入。
2020年1月12日にジャパンラグビートップリーグ第1節東芝ブレイブルーパス戦に先発出場で公式戦初出場を果たす。
2023年秋から、フランス「トップ14」ユニオン・ボルドー・ベグルに移籍。10月13日にラシン92との強化試合に先発で初出場した。2023-24シーズンでは「TOP14最優秀選手」にノミネートされた。
2025年6月30日、ジャパンラグビーリーグワンの東京サントリーサンゴリアスへの再加入を発表。